# Mistrovství světa v atletice 2011
13. mistrovství světa v atletice (oficiálním anglickým názvem: IAAF World Championship in Athletics Daegu 2011) se konalo od 27. srpna do 4. září 2011 na stadiónu Daegu World Cup Stadium v Tegu (Daegu) v Jižní Koreji a jeho okolí (maraton, chodecké závody). Na programu bylo celkově 47 disciplín (24 mužských a 23 ženských), kterých se zúčastnilo celkově 1945 atletů a atletek z 202 členských zemí. O jediný světový rekord, který na MS padl se postarali jamajští sprinteři Nesta Carter, Michael Frater, Yohan Blake a Usain Bolt ve štafetě na 4×100 metrů, když původní hodnotu z roku 2008 37,10 s vylepšili o šest setin sekundy na 37,04 s.

## Pořadatelství
O pořádání 13. mistrovství světa v lehké atletice byl rekordní zájem. Dne 4. dubna 2006 IAAF oznámil, že devět zemí (Maroko - Casablanca, Jižní Korea - Tegu, Spojené arabské emiráty, Španělsko - Barcelona nebo Valencia, Rusko - Moskva, Austrálie - Brisbane, Švédsko - Göteborg, Chorvatsko - Split a Spojené státy - Chicago, New York nebo San Francisco) projevilo zájem o pořádání mistrovství světa. 1. prosince 2006 potvrdily závazný zájem Brisbane, Tegu, Moskva a Göteborg. Göteborg ale za nedlouho odstoupil z důvodu nedostatečné finanční podpory od švédské vlády. Na zasedání rady IAAF 27. března 2007 v Mombase bylo oznámeno, že vítězným kandidátem je Tegu.

## Absence
Světového šampionátu se nezúčastnila také řada medailistů z předchozího MS v Berlíně 2009 a atleti, kteří z důvodu nemoci, pozitivního dopingového nálezu či dlouhodobého zranění nemohli do Tegu odcestovat.
Ochuzena byla mužská stovka, kde nestartovali kvůli zranění Američan Tyson Gay a Jamajčan Asafa Powell (držitel nejrychlejšího výkonu roku na 100 m časem 9,78 s.). Jeho krajan Steve Mullings měl naopak podruhé v kariéře pozitivní dopingový nález. Trest hrozí také Američanovi Mikeu Rodgersovi, který měl rovněž v těle zakázaný stimulant a nominace se dobrovolně vzdal.
V desetiboji se nepředstavil olympijský vítěz Bryan Clay (zranění kolene) a chyběl rovněž halový mistr Evropy v sedmiboji z roku 2011 Bělorus Andrej Kravčenko.
Kvůli zranění nohy nemohl v soutěži výškařů obhajovat titul Rus Jaroslav Rybakov a chyběl i jeho krajan Andrej Silnov, který na ruském šampionátu skončil na 4. místě. K nominaci mu nepomohlo ani vítězství na Diamantové lize v Londýně, kde 6. srpna překonal 236 cm. Neopakovala se tak stejná situace jako v roce 2008, kdy byl Silnov dodatečně nominován na úkor Andreje Těrešina na letní olympijské hry. Mezi ženami nestartovala halová mistryně Evropy a bronzová medailistka z MS 2009 a ME 2010 Němka Ariane Friedrichová (natrhlá Achilova šlacha) a také Američanka Chaunté Loweová, která se podruhé stala matkou a na americkém šampionátu se na MS nekvalifikovala.
Medaili nevybojovala ani americká překážkářka Lolo Jonesová, dvojnásobná halová mistryně světa v běhu na 60 m překážek, které zranění znemožnilo absolvovat americkou kvalifikaci. Na startu se neobjevily také medailistky z halového ME 2011, bronzová Christina Vukičevičová z Norska a zlatá Carolin Nytraová z Německa, které v roce 2010 patřil nejrychlejší čas mezi Evropankami (12,57 s).
Kvůli zranění pravého kotníku, které si přivodil na evropském šampionátu do 23 let v Ostravě, chyběl halový světový rekordman v trojskoku Teddy Tamgho. Titul v běhu na 800 metrů neobhájil také Jihoafričan Mbulaeni Mulaudzi, kterého o šampionát připravilo zranění zadního stehenního svalu a zad. Mistryně světa v hodu oštěpem z roku 2009 Němka Steffi Neriusová naopak ukončila atletickou kariéru, španělské stýplařce (3000 m přek.) Martě Domínguezové se narodil potomek a pro zranění odřekla účast také vítězka maratonu, Číňanka Paj Süe.

## Česká účast
Světového šampionátu se zúčastnilo 21 českých atletů (8 mužů a 13 žen). V nominaci chyběl mj. překážkář Petr Svoboda, který kvůli zranění předčasně ukončil sezónu. Největšího úspěchu mimo medaile dosáhl výškař Jaroslav Bába, který obsadil 4. místo a také oštěpař Vítězslav Veselý. První medaili (stříbrnou) přidala dne 2. září oštěpařka Barbora Špotáková, která výkonem 71,58 metru zaostala pouze za Rusku Abakumovovou, ale ta musela medaili v roce 2018 vrátit kvůli pozitivnímu testu na doping. 

## Program
| H | Rozběh | Q | Kvalifikace | ½ | Semifinále | F | Finále |

| Datum →      | 27.8. | 27.8. | 28.8. | 28.8. | 28.8. | 29.8. | 29.8. | 29.8. | 30.8. | 30.8. | 31.8. | 31.8. | 1.9. | 1.9. | 2.9. | 2.9. | 3.9. | 3.9. | 4.9. | 4.9. | 4.9. |
| Disciplína ↓ | D     | V     | D     | V     | V     | D     | V     | V     | D     | V     | D     | V     | D    | V    | D    | V    | D    | V    | D    | V    | V    |
| ------------ | ----- | ----- | ----- | ----- | ----- | ----- | ----- | ----- | ----- | ----- | ----- | ----- | ---- | ---- | ---- | ---- | ---- | ---- | ---- | ---- | ---- |
| 100 m        | Q     | H     |       | ½     | F     |       |       |       |       |       |       |       |      |      |      |      |      |      |      |      |      |
| 200 m        |       |       |       |       |       |       |       |       |       |       |       |       |      |      | H    | ½    |      | F    |      |      |      |
| 400 m        |       |       | H     |       |       |       | ½     | ½     |       | F     |       |       |      |      |      |      |      |      |      |      |      |
| 800 m        | H     |       |       | ½     | ½     |       |       |       |       | F     |       |       |      |      |      |      |      |      |      |      |      |
| 1500 m       |       |       |       |       |       |       |       |       | H     |       |       |       |      | ½    |      |      |      | F    |      |      |      |
| 5000 m       |       |       |       |       |       |       |       |       |       |       |       |       | H    |      |      |      |      |      |      | F    | F    |
| 10 000 m     |       |       |       | F     | F     |       |       |       |       |       |       |       |      |      |      |      |      |      |      |      |      |
| Maraton      |       |       |       |       |       |       |       |       |       |       |       |       |      |      |      |      |      |      | F    |      |      |
| 110 m př.    |       |       | H     |       |       |       | ½     | F     |       |       |       |       |      |      |      |      |      |      |      |      |      |
| 400 m př.    |       |       |       |       |       | H     |       |       |       | ½     |       |       |      | F    |      |      |      |      |      |      |      |
| Steeple      |       |       |       |       |       | H     |       |       |       |       |       |       |      | F    |      |      |      |      |      |      |      |
| 4×100 m      |       |       |       |       |       |       |       |       |       |       |       |       |      |      |      |      |      |      |      | H    | F    |
| 4×400 m      |       |       |       |       |       |       |       |       |       |       |       |       | H    |      |      | F    |      |      |      |      |      |
| 20 km        |       |       | F     |       |       |       |       |       |       |       |       |       |      |      |      |      |      |      |      |      |      |
| 50 km        |       |       |       |       |       |       |       |       |       |       |       |       |      |      |      |      | F    |      |      |      |      |
| Výška        |       |       |       |       |       |       |       |       | Q     |       |       |       |      | F    |      |      |      |      |      |      |      |
| Tyčka        | Q     |       |       |       |       |       | F     | F     |       |       |       |       |      |      |      |      |      |      |      |      |      |
| Dálka        |       |       |       |       |       |       |       |       |       |       |       |       | Q    |      |      | F    |      |      |      |      |      |
| Trojskok     |       |       |       |       |       |       |       |       |       |       |       |       |      |      | Q    |      |      |      |      | F    | F    |
| Vrh koulí    |       |       |       |       |       |       |       |       |       |       |       |       | Q    |      |      | F    |      |      |      |      |      |
| Disk         |       |       |       |       |       | Q     |       |       |       | F     |       |       |      |      |      |      |      |      |      |      |      |
| Kladivo      |       | Q     |       |       |       |       | F     | F     |       |       |       |       |      |      |      |      |      |      |      |      |      |
| Oštěp        |       |       |       |       |       |       |       |       |       |       |       |       |      | Q    |      |      |      | F    |      |      |      |
| Desetiboj    | F     | F     | F     | F     | F     |       |       |       |       |       |       |       |      |      |      |      |      |      |      |      |      |

| Datum        | 27.8. | 27.8. | 28.8. | 28.8. | 29.8. | 29.8. | 29.8. | 30.8. | 30.8. | 31.8. | 31.8. | 1.9. | 1.9. | 2.9. | 2.9. | 3.9. | 3.9. | 3.9. | 4.9. | 4.9. | 4.9. |
| Disciplína ↓ | D     | V     | D     | V     | D     | V     | V     | D     | V     | D     | V     | D    | V    | D    | V    | D    | V    | V    | D    | V    | V    |
| ------------ | ----- | ----- | ----- | ----- | ----- | ----- | ----- | ----- | ----- | ----- | ----- | ---- | ---- | ---- | ---- | ---- | ---- | ---- | ---- | ---- | ---- |
| 100 m        | Q     |       | H     |       |       | ½     | F     |       |       |       |       |      |      |      |      |      |      |      |      |      |      |
| 200 m        |       |       |       |       |       |       |       |       |       |       |       | H    | ½    |      | F    |      |      |      |      |      |      |
| 400 m        |       | H     |       | ½     |       | F     | F     |       |       |       |       |      |      |      |      |      |      |      |      |      |      |
| 800 m        |       |       |       |       |       |       |       |       |       |       |       | H    |      |      | ½    |      |      |      |      | F    | F    |
| 1500 m       |       |       | H     |       |       |       |       |       | ½     |       |       |      | F    |      |      |      |      |      |      |      |      |
| 5000 m       |       |       |       |       |       |       |       | H     |       |       |       |      |      |      | F    |      |      |      |      |      |      |
| 10 000 m     |       | F     |       |       |       |       |       |       |       |       |       |      |      |      |      |      |      |      |      |      |      |
| Maraton      | F     |       |       |       |       |       |       |       |       |       |       |      |      |      |      |      |      |      |      |      |      |
| 100 m př.    |       |       |       |       |       |       |       |       |       |       |       |      |      | H    |      |      | ½    | F    |      |      |      |
| 400 m př.    |       |       |       |       | H     |       |       |       | ½     |       |       |      | F    |      |      |      |      |      |      |      |      |
| Steeple      | H     |       |       |       |       |       |       |       | F     |       |       |      |      |      |      |      |      |      |      |      |      |
| 4×100 m      |       |       |       |       |       |       |       |       |       |       |       |      |      |      |      |      |      |      |      | H    | F    |
| 4×400 m      |       |       |       |       |       |       |       |       |       |       |       |      |      | H    |      |      | F    | F    |      |      |      |
| 20 km        |       |       |       |       |       |       |       |       |       | F     |       |      |      |      |      |      |      |      |      |      |      |
| -            |       |       |       |       |       |       |       |       |       |       |       |      |      |      |      |      |      |      |      |      |      |
| Výška        |       |       |       |       |       |       |       |       |       |       |       | Q    |      |      |      |      | F    | F    |      |      |      |
| Tyčka        |       |       | Q     |       |       |       |       |       | F     |       |       |      |      |      |      |      |      |      |      |      |      |
| Dálka        |       | Q     |       | F     |       |       |       |       |       |       |       |      |      |      |      |      |      |      |      |      |      |
| Trojskok     |       |       |       |       |       |       |       | Q     |       |       |       |      | F    |      |      |      |      |      |      |      |      |
| Vrh koulí    |       |       | Q     |       |       | F     | F     |       |       |       |       |      |      |      |      |      |      |      |      |      |      |
| Disk         | Q     |       |       | F     |       |       |       |       |       |       |       |      |      |      |      |      |      |      |      |      |      |
| Kladivo      |       |       |       |       |       |       |       |       |       |       |       |      |      | Q    |      |      |      |      |      | F    | F    |
| Oštěp        |       |       |       |       |       |       |       |       |       |       |       | Q    |      |      | F    |      |      |      |      |      |      |
| Sedmiboj     |       |       |       |       | F     | F     | F     | F     | F     |       |       |      |      |      |      |      |      |      |      |      |      |

## Medailisté

### Muži
| Soutěž            | Zlato | Stříbro | Bronz                                                                                           |
| ----------------- | --- | --- | ----------------------------------------------------------------------------------------------- |
| 100 m             | Yohan Blake 9,92 | Walter Dix 10,08                                                                                                | Kim Collins 10,09                                                                               |
| 200 m             | Usain Bolt 19,40 | Walter Dix 19,70                                                                                                | Christophe Lemaitre 19,80                                                                       |
| 400 m             | Kirani James 44,60 | LaShawn Merritt 44,63                                                                                           | Kévin Borlée 44,90                                                                              |
| 800 m             | David Lekuta Rudisha 1:43,91                                                                                             | Abubaker Kaki 1:44,41                                                                                           | Jurij Borzakovskij 1:44,49                                                                      |
| 1500 m            | Asbel Kipruto Kiprop 3:35,69                                                                                             | Silas Kiplagat 3:35,92                                                                                          | Matthew Centrowitz 3:36,08                                                                      |
| 5000 m            | Mohamed Farah 13:23,36                                                                                                   | Bernard Lagat 13:23,64                                                                                          | Dejen Gebremeskel 13:23,92                                                                      |
| 10 000 m          | Ibrahim Jeilan 27:13,81                                                                                                  | Mohamed Farah 27:14,07                                                                                          | Imane Merga 27:19,14                                                                            |
| Maraton           | Abel Kirui 2.07:38 | Vincent Kipruto 2.10:06                                                                                         | Feyisa Lilesa 2.10:32                                                                           |
| 110 m př.         | Jason Richardson 13,16                                                                                                   | Liou Siang 13,27                                                                                                | Andy Turner 13,44                                                                               |
| 400 m př.         | David Greene 48,26 | Javier Culson 48,44                                                                                             | Louis Jacob van Zyl 48,80                                                                       |
| 3000 m př.        | Ezekiel Kemboi 8:14,85                                                                                                   | Brimin Kipruto 8:16,05                                                                                          | Mahiedine Mekhissi-Benabbad 8:16,09                                                             |
| Štafeta 4 × 100 m | Jamajka 37,04 Nesta Carter Michael Frater Yohan Blake Usain Bolt Dexter Lee*                                             | Francie 38,20 Teddy Tinmar Christophe Lemaitre Yannick Lesourd Jimmy Vicaut                                     | Svatý Kryštof a Nevis 38,49 Jason Rogers Kim Collins Antoine Adams Brijesh Lawrence             |
| Štafeta 4 × 400 m | Spojené státy americké 2:59,31 Greg Nixon Bershawn Jackson Angelo Taylor LaShawn Merritt Jamaal Torrance* Michael Berry* | Jihoafrická republika 2:59,87 Shane Victor Ofentse Mogawane Willem de Beer Louis Jacob van Zyl Oscar Pistorius* | Jamajka 3:00,10 Allodin Fothergill Jermaine Gonzales Riker Hylton Leford Green Lansford Spence* |
| Chůze na 20 km    | Luis Fernando López 1.20,38                                                                                              | Wang Čen 1.20,54                                                                                                | Kim Hyun-Sub 1:21,17                                                                            |
| Chůze na 50 km    | Děnis Nižegorodov 3.42:45                                                                                                | Jared Tallent 3.43:36                                                                                           | Si Tianfeng 3.44:40                                                                             |
| Skok do výšky     | Jesse Williams 2,35 m | Alexej Dmitrik 2,35 m                                                                                           | Trevor Barry 2,32 m                                                                             |
| Skok o tyči       | Paweł Wojciechowski 5,90 m                                                                                               | Lázaro Borges 5,90 m                                                                                            | Renaud Lavillenie 5,85 m                                                                        |
| Skok daleký       | Dwight Phillips 8,45 m                                                                                                   | Mitchell Watt 8,33 m                                                                                            | Ngonidzashe Makusha 8,29 m                                                                      |
| Trojskok          | Christian Taylor 17,96 m                                                                                                 | Phillips Idowu 17,77 m                                                                                          | Will Claye 17,50 m                                                                              |
| Vrh koulí         | David Storl 21,78 m | Dylan Armstrong 21,64 m                                                                                         | Christian Cantwell 21,36 m                                                                      |
| Hod diskem        | Robert Harting 68,97 m                                                                                                   | Gerd Kanter 66,95 m                                                                                             | Ihsan Hadádí 66,08 m                                                                            |
| Hod kladivem      | Kódži Murofuši 81,24 m                                                                                                   | Krisztián Pars 81,18 m                                                                                          | Primož Kozmus 79,39 m                                                                           |
| Hod oštěpem       | Matthias de Zordo 86,27 m                                                                                                | Andreas Thorkildsen 84,78 m                                                                                     | Guillermo Martínez 84,30 m                                                                      |
| Desetiboj         | Trey Hardee 8 607 bodů                                                                                                   | Ashton Eaton 8 505 bodů                                                                                         | Leonel Suárez 8 501 bodů                                                                        |

### Ženy
| Soutěž            | Zlato | Stříbro | Bronz |
| ----------------- | --- | --- | --- |
| 100 m             | Carmelita Jeterová 10,90 | Veronica Campbellová-Brownová 10,97 | Kelly-Ann Baptisteová 10,98                                                                                |
| 200 m             | Veronica Campbellová-Brownová 22,22 | Carmelita Jeterová 22,37 | Allyson Felixová 22,42                                                                                     |
| 400 m             | Amantle Montshoová 49,56 | Allyson Felixová 49,59 | Anastasija Kapačinská 50,24                                                                                |
| 800 m             | Caster Semenyaová 1:56,35 | Janeth Jepkosgeiová 1:57,42 | Alysia Montaño 1:57,48                                                                                     |
| 1500 m            | Jennifer Simpsonová 4:05,40 | Hannah Englandová 4:05,68 | Natalia Rodríguezová 4:05,87                                                                               |
| 5000 m            | Vivian Cheruiyotová 14:55,36 | Sylvia Jebiwott Kibetová 14:56,21 | Meseret Defarová 14:56,94                                                                                  |
| 10 000 m          | Vivian Cheruiyotová 30:48,98 | Sally Kipyegová 30:50,04 | Linet Masaiová 30:53,59                                                                                    |
| Maraton           | Edna Kiplagatová 2:28:43 | Priscah Jeptoová 2:29:00 | Sharon Cheropová 2:29:14                                                                                   |
| 100 m př.         | Sally Pearsonová 12,28 s | Danielle Carruthersová 12,47 s | Dawn Harperová 12,47 s                                                                                     |
| 400 m př.         | Lashinda Demusová 52,47 | Melaine Walkerová 52,73 | Natalja Anťuchová 53,85                                                                                    |
| 3000 m př.        | Habiba Ghribiová 9:11,97 | Milcah Chemos Cheywaová 9:17,16 | Mercy Wanjiku 9:17,88                                                                                      |
| Štafeta 4 × 100 m | Spojené státy americké 41,56 Bianca Knightová Allyson Felixová Marshevet Myersová Carmelita Jeterová Shalonda Solomonová* Alexandria Andersonová* | Jamajka 41,70 Shelly-Ann Fraserová Kerron Stewartová Sherone Simpsonová Veronica Campbellová-Brownová Jura Levyová*                             | Ukrajina 42,51 Olesja Povchová Natalija Pohrebňjaková Marija Rjemjeňová Krystyna Stujová                   |
| Štafeta 4 × 400 m | Spojené státy americké 3:18,09 Sanya Richardsová Allyson Felixová Jessica Beardová Francena McCororyová Natasha Hastingsová* Keshia Bakerová*     | Jamajka 3:18,71 Rosemarie Whyteová Davita Prendergastová Novlene Williamsová-Millsová Shericka Williamsová Shereefa Lloydová* Patricia Hallová* | Velká Británie 3:23,63 Perri Shakesová-Draytonová Nicola Sandersová Christine Ohuruoguová Lee McConnellová |
| Chůze na 20 km    | Liou Chung 1.30:00 | Elisa Rigaudová 1:30:44 | Qieyang Shijie 1:31,14                                                                                     |
| Skok do výšky     | Anna Čičerovová 2,03 | Blanka Vlašičová 2,03 m | Antonietta Di Martinová 2,00 m                                                                             |
| Skok o tyči       | Fabiana Murerová 4,85 m | Martina Strutzová 4,80 m | Světlana Feofanovová 4,75 m                                                                                |
| Skok daleký       | Brittney Reeseová 6,82 m | Ineta Radevičová 6,76 m | Nastassia Mironczyk-Ivanova 6,74 m                                                                         |
| Trojskok          | Olga Saladuchová 14,94 m | Olga Rypakovová 14,89 m | Caterine Ibargüenová 14,84 m                                                                               |
| Vrh koulí         | Valerie Adamsová 21,24 m | Jillian Camarenaová 20,02 m | Kung Li-ťiao 19,97 m                                                                                       |
| Hod diskem        | Li Jen-feng 66,52 m | Nadine Müllerová 65,97 m | Yarelis Barriosová 65,73 m                                                                                 |
| Hod kladivem      | Taťána Lysenková 77,13 m | Betty Heidlerová 76,06 m | Čang Wen-siou 75,03 m                                                                                      |
| Hod oštěpem       | Barbora Špotáková 71,58 m | Sunette Viljoenová 68,38 m | Christina Obergföllová 65,24 m                                                                             |
| Sedmiboj          | Jessica Ennisová 6 751 bodů | Jennifer Oeserová 6 572 bodů | Karolina Tymińská 6 544 bodů                                                                               |

## Medailové pořadí
| Umístění | Stát                   | Zlato | Stříbro | Bronz | Celkem |
| -------- | ---------------------- | ----- | ------- | ----- | ------ |
| 1.       | Spojené státy americké | 12    | 8       | 6     | 26     |
| 2.       | Rusko                  | 6     | 4       | 6     | 15     |
| 3.       | Keňa                   | 7     | 8       | 3     | 18     |
| 4.       | Jamajka                | 4     | 4       | 1     | 9      |
| 5.       | Německo                | 3     | 3       | 2     | 7      |
| 6.       | Velká Británie         | 2     | 4       | 1     | 7      |
| 7.       | Čína                   | 1     | 2       | 1     | 4      |
| 8.       | Austrálie              | 1     | 1       | 1     | 3      |
| 9.       | Etiopie                | 1     | 0       | 4     | 5      |
| 10.      | Ukrajina               | 1     | 0       | 1     | 2      |
| 11.      | Botswana               | 1     | 0       | 0     | 1      |
| 11.      | Brazílie               | 1     | 0       | 0     | 1      |
| 11.      | Grenada                | 1     | 0       | 0     | 1      |
| 11.      | Japonsko               | 1     | 0       | 0     | 1      |
| 11.      | Nový Zéland            | 1     | 0       | 0     | 1      |
| 11.      | Polsko                 | 1     | 0       | 0     | 1      |
| 17.      | Jihoafrická republika  | 1     | 2       | 1     | 4      |
| 18.      | Francie                | 0     | 1       | 3     | 4      |
| 18.      | Kuba                   | 0     | 1       | 3     | 4      |
| 20.      | Bělorusko              | 0     | 1       | 1     | 2      |
| 21.      | Česko                  | 1     | 0       | 0     | 1      |
| 21.      | Estonsko               | 0     | 1       | 0     | 1      |
| 21.      | Chorvatsko             | 0     | 1       | 0     | 1      |
| 21.      | Kanada                 | 0     | 1       | 0     | 1      |
| 21.      | Kazachstán             | 0     | 1       | 0     | 1      |
| 21.      | Maďarsko               | 0     | 1       | 0     | 1      |
| 21.      | Norsko                 | 0     | 1       | 0     | 1      |
| 21.      | Portoriko              | 0     | 1       | 0     | 1      |
| 21.      | Súdán                  | 0     | 1       | 0     | 1      |
| 21.      | Tunisko                | 1     | 0       | 0     | 1      |
| 31.      | Kolumbie               | 0     | 0       | 2     | 2      |
| 31.      | Svatý Kryštof a Nevis  | 0     | 0       | 2     | 2      |
| 33.      | Bahamy                 | 0     | 0       | 1     | 1      |
| 33.      | Belgie                 | 0     | 0       | 1     | 1      |
| 33.      | Írán                   | 0     | 0       | 1     | 1      |
| 33.      | Itálie                 | 0     | 0       | 1     | 1      |
| 33.      | Lotyšsko               | 0     | 0       | 1     | 1      |
| 33.      | Slovinsko              | 0     | 0       | 1     | 1      |
| 33.      | Španělsko              | 0     | 0       | 1     | 1      |
| 33.      | Trinidad a Tobago      | 0     | 0       | 1     | 1      |
| 33.      | Zimbabwe               | 0     | 0       | 1     | 1      |

## Zúčastněné země
(v závorkách uvedeny počty vyslaných sportovců)
- Afghánistán (1)
- Albánie (1)
- Alžírsko (10)
- Americká Samoa (2)
- Americké Panenské ostrovy (3)
- Angola (2)
- Anguilla (2)
- Antigua a Barbuda (2)
- Argentina (6)
- Arménie (2)
- Aruba (2)
- Austrálie (49)
- Ázerbájdžán (1)
- Bahamy (18)
- Bahrajn (13)
- Bangladéš (1)
- Barbados (4)
- Belgie (11)
- Belize (2)
- Bělorusko (23)
- Benin (2)
- Bermudy (1)
- Bhútán (1)
- Bolívie (2)
- Bosna a Hercegovina (2)
- Botswana (3)
- Brazílie (31)
- Britské Panenské ostrovy (1)
- Brunej (1)
- Bulharsko (7)
- Burkina Faso (2)
- Burundi (2)
- Cookovy ostrovy (1)
- Čad (2)
- Černá Hora (2)
- Česko (20)
- Čína (58)
- Dánsko (6)
- DR Kongo (2)
- Dominika (1)
- Dominikánská republika (4)
- Džibutsko (2)
- Egypt (5)
- Ekvádor (6)
- Eritrea (9)
- Estonsko (10)
- Etiopie (42)
- Mikronésie (2)
- Fidži (1)
- Filipíny (2)
- Finsko (13)
- Francie (46)
- Francouzská Polynésie (1)
- Gabon (2)
- Gambie (2)
- Ghana (7)
- Gibraltar (1)
- Grenada (3)
- Guam (2)
- Guatemala (2)
- Guinea (2)
- Guinea-Bissau (2)
- Guyana (1)
- Haiti (3)
- Honduras (2)
- Hongkong (2)
- Chile (3)
- Chorvatsko (6)
- Island (2)
- Irsko (17)
- Indie (8)
- Indonésie (2)
- Írán (7)
- Irák (2)
- Irsko (17)
- Itálie (33)
- Izrael (5)
- Jamajka (51)
- Japonsko (52)
- Jemen (2)
- JAR (21)
- Jižní Korea (63)
- Kajmanské ostrovy (1)
- Kanada (34)
- Kambodža (1)
- Kamerun (2)
- Kapverdy (1)
- Katar (4)
- Kazachstán (14)
- Keňa (48)
- Kiribati (2)
- Kolumbie (21)
- Komory (2)
- Kostarika (2)
- Kuba (31)
- Kuvajt (1)
- Kypr (2)
- Kyrgyzstán (2)
- Laos (2)
- Lesotho (2)
- Libanon (1)
- Libérie (2)
- Litva (15)
- Lotyšsko (15)
- Macao (1)
- Maďarsko (14)
- Makedonie (1)
- Madagaskar (1)
- Malawi (2)
- Malajsie (2)
- Maledivy (2)
- Mali (2)
- Malta (2)
- Maroko (19)
- Marshallovy ostrovy (1)
- Mauritánie (2)
- Mauricius (2)
- Mexiko (10)
- Moldavsko (3)
- Monako (1)
- Mongolsko (2)
- Mosambik (2)
- Myanmar (2)
- Namibie (2)
- Nauru (2)
- Německo (75)
- Niger (2)
- Nigérie (17)
- Nikaragua (2)
- Nizozemsko (20)
- Norsko (16)
- Nový Zéland (8)
- Omán (1)
- Pákistán (1)
- Palau (2)
- Palestina (1)
- Panama ()
- Papua Nová Guinea (2)
- Paraguay (1)
- Peru (5)
- Pobřeží slonoviny (2)
- Polsko (43)
- Portugalsko (25)
- Portoriko (8)
- Rakousko (3)
- Republika Kongo (1)
- Rovníková Guinea (2)
- Rumunsko (8)
- Rusko (83)
- Rwanda (2)
- Řecko (12)
- Salvador (2)
- Samoa (1)
- San Marino (2)
- Saúdská Arábie (11)
- Senegal (2)
- Seychely (2)
- Sierra Leone (2)
- Singapur (2)
- Somálsko (1)
- Slovensko (8)
- Slovinsko (10)
- Spojené arabské emiráty (2)
- Srbsko (9)
- Srí Lanka (2)
- Středoafrická republika (1)
- Severní Mariany (2)
- Súdán (3)
- Surinam (2)
- Svatá Lucie (2)
- Svatý Kryštof a Nevis (5)
- Svatý Tomáš a Princův ostrov (2)
- Svatý Vincenc a Grenadiny (2)
- Svazijsko (2)
- Sýrie (1)
- Šalomounovy ostrovy (2)
- Španělsko (49)
- Švédsko (17)
- Švýcarsko (19)
- Tádžikistán (2)
- Tanzanie (1)
- Thajsko (8)
- Togo (1)
- Tonga (2)
- Trinidad a Tobago (19)
- Tunisko (5)
- Turecko (23)
- Turkmenistán (2)
- Turks a Caicos (1)
- Tuvalu (2)
- Uganda (14)
- Ukrajina (57)
- Uruguay (2)
- USA (129)
- Uzbekistán (7)
- Vanuatu (2)
- Venezuela (3)
- Velká Británie (67)
- Vietnam (1)
- Východní Timor (1)
- Zambie (3)
- Zimbabwe (4)